# 16229 Kavyakoneru
16229 Kavyakoneru este o planetă minoră (asteroid), cu un diametru de 9,758 km, din centura de asteroizi. A fost descoperită pe 9 martie 2000 la Experimental Test Site⁠(d) de Lincoln Near-Earth Asteroid Research. 
Obiectul prezintă o orbită caracterizată de o semiaxă mare de 3,1955783 UAi, o excentricitate de 0,14, o înclinație de 0,94447 ° în raport cu ecliptica.